# Giennadij Ziuganow
Giennadij Andriejewicz Ziuganow, ros. Геннадий Андреевич Зюганов (ur. 26 czerwca 1944 w Mymrinie) – rosyjski polityk i publicysta, doktor nauk filozoficznych. Od 1993 przewodniczący Komitetu Centralnego Komunistycznej Partii Federacji Rosyjskiej. I sekretarz Związku Partii Komunistycznych – Komunistycznej Partii Związku Radzieckiego (od 2001). Deputowany do Dumy Państwowej Federacji Rosyjskiej (od 1993), członek Zgromadzenia Parlamentarnego Rady Europy (od 1996). Kandydat na urząd prezydenta Rosji w 1996, 2000, 2008 i 2012.

## Życiorys
Ziuganow pochodził z rodziny, w której rodzice i dziadkowie byli nauczycielami. Po ukończeniu szkoły średniej, w 1961 r. zaczął uczyć fizyki w szkole. Rok później rozpoczął studia na Wydziale Fizyki i Matematyki Instytutu Pedagogicznego w Orle. W latach 1963–1966 służył w Armii Radzieckiej i w 1966 r. wstąpił do KPZR. W 1966 r. wrócił na uczelnię i w tym samym roku poślubił Nadieżdę. Studia ukończył w 1969 roku.
Od 1967 r. działał na różnych szczeblach organizacyjnych Komsomołu w obwodzie orłowskim, a w latach 1972–1974 był przewodniczącym obwodowej organizacji Komsomołu. W latach 1974–1983 działał w różnych komórkach obwodowej organizacji KPZR, między innymi w wydziale propagandy i agitacji. W latach 1978–1980 studiował na Akademii Nauk Społecznych przy KC KPZR na kierunku socjologia i na zakończenie doktoryzował się. W 1980 r. wrócił do Orła i został regionalnym szefem partii komunistycznej ds. ideologii. Funkcję tę sprawował do 1983 r. został instruktorem partyjnym w dziale agitacji i propagandy KC KPZR, a w latach 1989–1990 zastępcą szefa propagandy KC KPZR. Był przeciwnikiem reform Michaiła Gorbaczowa i pierwszego prezydenta Rosji Borysa Jelcyna. Po założeniu Komunistycznej Partii Rosji w 1990, jako części składowej KPZR pod koniec jej istnienia, stał się jej czołowym ideologiem. Dążył do połączenia ideologii komunistycznej z rosyjskim nacjonalizmem.
Po 1990 r. Giennadij Ziuganow stanął na czele Komunistycznej Partii Federacji Rosyjskiej. W 1996 i 2000 startował bez powodzenia w wyborach prezydenckich. W 1996 uzyskał 24 211 686 głosów (32,0%) w I turze oraz 30 113 306 głosów (40,3%) w II turze. W 2000 zdobył 21 928 468 głosów, co stanowiło 29,21%, jednak i tym razem nie zdobył prezydentury. Także w parlamencie jego komunistyczna partia zaczęła tracić wpływy. W kolejnych wyborach prezydenckich w 2004 nie wystartował. W wyborach prezydenckich 2008 uzyskał drugi z kolei wynik – 17,72% (13 243 550 głosów). W wyborach prezydenckich 2012 uzyskał drugi z kolei wynik – 17,18% (12 318 353 głosów)

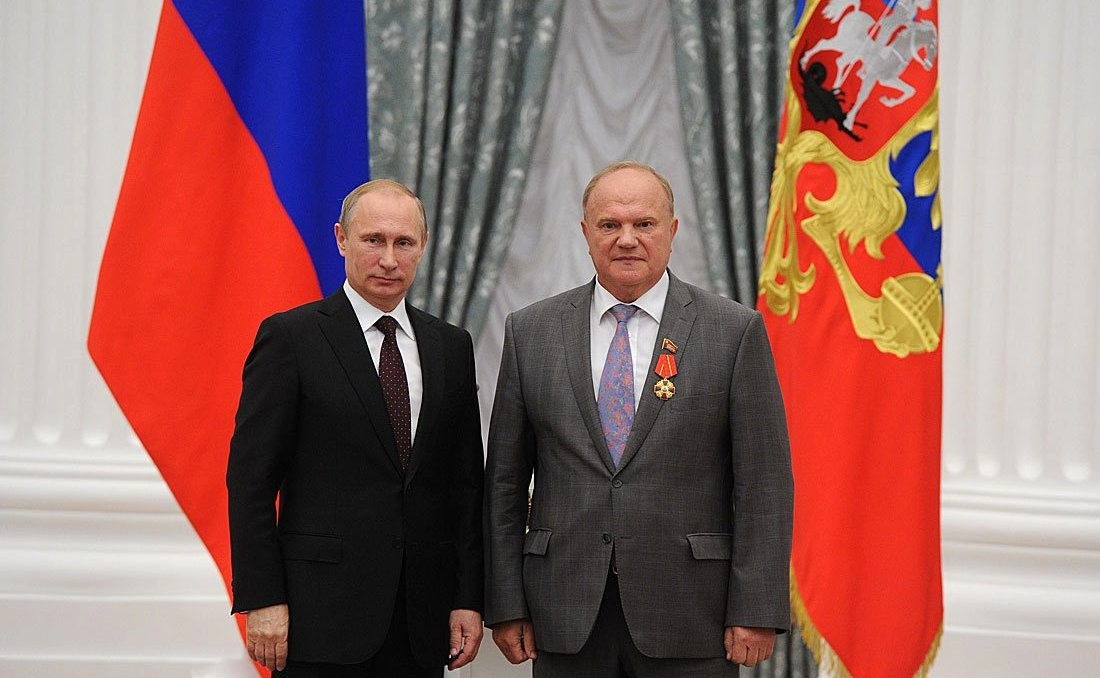
Giennadij Ziuganow odznaczony przez prezydenta Władimira Putina Orderem Aleksandra Newskiego, 2014

Decyzją z dnia 23 lutego 2022 r. Rada Unii Europejskiej nałożyła na Ziuganowa sankcje za wspieranie działań podważających integralność terytorialną, suwerenność i niezależność Ukrainy.

## Ordery i odznaczenia
- Order „Za zasługi dla Ojczyzny” IV klasy (2019)[3]
- Order Aleksandra Newskiego (2014)[4]
- Order „Znak Honoru”
- Medal jubileuszowy „Dwudziestolecia zwycięstwa w Wielkiej Wojnie Ojczyźnianej 1941–1945”
- Medal „850-lecia Moskwy”
- Medal Uczestnika operacji wojskowej w Syrii (2016)[5]
- Order Przyjaźni Narodów (Białoruś, 2016)